# Ustawa o cukrze
Ustawa o cukrze (ang. Sugar Act) – ustawa uchwalona przez parlament brytyjski 5 kwietnia 1764 roku, która zmniejszyła podatek na melasę, wprowadzony przez Ustawę o melasie, z 6 do 3 pensów za każdy galon melasy importowanej na kontynent amerykański z niebrytyjskich wysp cukrowych.

## Kontrowersje wokół ustawy
Na pierwszy rzut oka mogłoby się wydawać, że koloniści nie powinni mieć do tej ustawy zastrzeżeń. W rzeczywistości jednak powszechną praktyką był przemyt melasy z brytyjskiej Jamajki w cenie 1 pensa za galon. W dodatku Wielka Brytania tym razem zdecydowała się egzekwować nałożony podatek. Realnie Ustawa o cukrze podnosiła więc podatek o 2 pensy za galon.
Royal Navy otrzymała rozkaz patrolowania wybrzeża i likwidacji przemytu. Ponadto dowódcy okrętów oraz urzędnicy królewscy w koloniach mieli od tej pory prawo przeprowadzania rewizji w celu przechwycenia melasy pochodzącej z przemytu. Nie potrzebowali każdorazowo ubiegać się o stosowne nakazy, ani nie ponosili odpowiedzialności za ewentualne zniszczenia powstałe na skutek tych rewizji.
Osoby oskarżone o przemyt miały od tej pory odpowiadać przed sądem admiralskim w Halifaksie, w Nowej Szkocji, a nie przed lokalnymi sądami wiceadmiralskimi. Również to postanowienie ustawy budziło sprzeciw kolonistów, ponieważ przed sądem admiralskim zasada domniemania niewinności nie obowiązywała. Był to sąd fachowy, gdzie, w przeciwieństwie do sądów wiceadmiralskich, oskarżony nie był sądzony przez ławę przysięgłych, której członkowie nieraz postępowali podobnie. W tej sytuacji przemyt okazał się ryzykowny.